# Krzysztof Szczypiorski
Krzysztof Stanisław Szczypiorski (ur. 7 sierpnia 1973 w Warszawie) – polski teleinformatyk i specjalista w dziedzinie zabezpieczeń teleinformatycznych. Profesor Politechniki Warszawskiej. Doktor habilitowany nauk technicznych w zakresie telekomunikacji i specjalności: ochrona informacji.

## Życiorys
Ukończył XIV Liceum Ogólnokształcące im. Stanisława Staszica w Warszawie (w 1992 roku) oraz Wydział Elektroniki i Technik Informacyjnych Politechniki Warszawskiej na kierunku telekomunikacja (w 1997 roku).
Od 1998 roku pracuje naukowo w Instytucie Telekomunikacji Politechniki Warszawskiej, od 2007 roku jako adiunkt, od 2012 roku jako profesor nadzwyczajny.
W 2002 roku założył na Wydziale Elektroniki i Technik Informacyjnych Politechniki Warszawskiej jednostkę ITU-ITC (Internet Training Centre) – Centrum Szkoleniowe Technik Internetowych, jedno z 26 takich centrów powstałych pod auspicjami Międzynarodowej Unii Telekomunikacyjnej (ITU).
Od 2012 roku jest członkiem Rady Fundacji Bezpieczna Cyberprzestrzeń.

## Dorobek naukowy
Specjalizuje się w steganografii w sieciach Wi-Fi oraz VoIP. W 2003 roku zaproponował, aby do przesyłania ukrytych danych w sieciach Wi-Fi użyć ramek z uszkodzonymi sumami kontrolnymi. W 2006 roku opracował koncepcję steganograficznego routera, która znalazła zastosowanie w Siłach Zbrojnych USA. W 2008 roku, wraz z Wojciechem Mazurczykiem, zaproponował, aby do przesyłania ukrytych danych w VoIP wykorzystać celowo opóźnione w nadajniku pakiety. W 2009 roku, wraz z Wojciechem Mazurczykiem i Miłoszem Smolarczykiem, zaprezentował nową metodę ukrywania danych w protokole TCP opartą na retransmisjach pakietów. Autor ponad 160 publikacji, w tym 3 patentów.

## Działalność biznesowa
Od 1995 roku pracuje jako konsultant w zakresie bezpieczeństwa dla wielu firm i instytucji. W latach 2008–2015 prowadził – wraz z Wojciechem Mazurczykiem – nieformalną grupę doradczą Professor.IT.